# 三叉紅楔盲蝽
三叉紅楔盲蝽（学名：Rubrocuneocoris trifidus）为盲蝽科紅楔盲蝽屬下的一个种。